# Gran Premi d'Abu Dhabi del 2019
El Gran Premi d'Abu Dhabi de Fórmula 1, la vintena-unena i última cursa de la temporada 2019 ès disputat al Circuit de Yas Marina, del 29 al 1 de desembre del 2019.

## Qualificació
La qualificació va ser realitzat en el dia 30 de novembre.
| Pos                  | No | Pilot              | Constructor           | Part 1   | Part 2   | Part 3   | Sortida |
| -------------------- | -- | ------------------ | --------------------- | -------- | -------- | -------- | ------- |
| 1                    | 44 | Lewis Hamilton     | Mercedes              | 1:35.851 | 1:35.634 | 1:34.779 | 1       |
| 2                    | 77 | Valtteri Bottas    | Mercedes              | 1:36.200 | 1:35.674 | 1:34.973 | 201     |
| 3                    | 33 | Max Verstappen     | Red Bull-Honda        | 1:36.390 | 1:36.275 | 1:35.139 | 2       |
| 4                    | 16 | Charles Leclerc    | Ferrari               | 1:36.478 | 1:35.543 | 1:35.219 | 3       |
| 5                    | 5  | Sebastian Vettel   | Ferrari               | 1:36.963 | 1:35.786 | 1:35.339 | 4       |
| 6                    | 23 | Alexander Albon    | Red Bull-Honda        | 1:36.102 | 1:36.718 | 1:35.682 | 5       |
| 7                    | 4  | Lando Norris       | McLaren-Renault       | 1:37.545 | 1:36.764 | 1:36.436 | 6       |
| 8                    | 3  | Daniel Ricciardo   | Renault               | 1:37.106 | 1:36.785 | 1:36.456 | 7       |
| 9                    | 55 | Carlos Sainz Jr.   | McLaren-Renault       | 1:37.358 | 1:36.308 | 1:36.459 | 8       |
| 10                   | 27 | Nico Hülkenberg    | Renault               | 1:37.506 | 1:36.859 | 1:36.710 | 9       |
| 11                   | 11 | Sergio Pérez       | Racing Point-Mercedes | 1:36.961 | 1:37.055 |          | 10      |
| 12                   | 10 | Pierre Gasly       | Toro Rosso-Honda      | 1:37.198 | 1:37.089 |          | 11      |
| 13                   | 18 | Lance Stroll       | Racing Point-Mercedes | 1:37.528 | 1:37.103 |          | 12      |
| 14                   | 26 | Daniïl Kviat       | Toro Rosso-Honda      | 1:37.683 | 1:37.141 |          | 13      |
| 15                   | 20 | Kevin Magnussen    | Haas-Ferrari          | 1:37.710 | 1:37.254 |          | 14      |
| 16                   | 8  | Romain Grosjean    | Haas-Ferrari          | 1:38.051 |          |          | 15      |
| 17                   | 99 | Antonio Giovinazzi | Alfa Romeo-Ferrari    | 1:38.114 |          |          | 16      |
| 18                   | 7  | Kimi Räikkönen     | Alfa Romeo-Ferrari    | 1:38.383 |          |          | 17      |
| 19                   | 63 | George Russell     | Williams-Mercedes     | 1:38.717 |          |          | 18      |
| 20                   | 88 | Robert Kubica      | Williams-Mercedes     | 1:39.236 |          |          | 19      |
| 107% Temps: 1:42.561 |    |                    |                       |          |          |          |         |
| Font:                |    |                    |                       |          |          |          |         |

Notes
- ^1 Valtteri Bottas haurà de començar des de la part posterior del grid per superar la seva quota dels components de la unitat de potència.

## Resultats de la cursa
La cursa es va celebrar el dia 1 de desembre.
| Pos                                                               | No | Pilot              | Constructor           | Voltes | Temps / Retirada | Pos.Sortida | Punts |
| ----------------------------------------------------------------- | -- | ------------------ | --------------------- | ------ | ---------------- | ----------- | ----- |
| 1                                                                 | 44 | Lewis Hamilton     | Mercedes              | 55     | 1:34:05.715      | 1           | 261   |
| 2                                                                 | 77 | Valtteri Bottas    | Mercedes              | 55     | +16.772          | 2           | 18    |
| 3                                                                 | 33 | Max Verstappen     | Red Bull-Honda        | 55     | +43.435          | 3           | 15    |
| 4                                                                 | 16 | Charles Leclerc    | Ferrari               | 55     | +44.379          | 20          | 12    |
| 5                                                                 | 5  | Sebastian Vettel   | Ferrari               | 55     | +1:04.357        | 4           | 10    |
| 6                                                                 | 23 | Alexander Albon    | Red Bull-Honda        | 55     | +1:09.205        | 5           | 8     |
| 7                                                                 | 11 | Sergio Pérez       | Racing Point-Mercedes | 54     | +1 volta         | 10          | 6     |
| 8                                                                 | 4  | Lando Norris       | McLaren-Renault       | 54     | +1 volta         | 6           | 4     |
| 9                                                                 | 26 | Daniïl Kviat       | Toro Rosso-Honda      | 54     | +1 volta         | 13          | 2     |
| 10                                                                | 55 | Carlos Sainz Jr.   | McLaren-Renault       | 54     | +1 volta         | 8           | 1     |
| 11                                                                | 3  | Daniel Ricciardo   | Renault               | 54     | +1 volta         | 7           |       |
| 12                                                                | 27 | Nico Hülkenberg    | Renault               | 54     | +1 volta         | 9           |       |
| 13                                                                | 7  | Kimi Räikkönen     | Alfa Romeo-Ferrari    | 54     | +1 volta         | 17          |       |
| 14                                                                | 20 | Kevin Magnussen    | Haas-Ferrari          | 54     | +1 volta         | 14          |       |
| 15                                                                | 8  | Romain Grosjean    | Haas-Ferrari          | 54     | +1 volta         | 15          |       |
| 16                                                                | 99 | Antonio Giovinazzi | Alfa Romeo-Ferrari    | 54     | +1 volta         | 16          |       |
| 17                                                                | 63 | George Russell     | Williams-Mercedes     | 54     | +1 volta         | 18          |       |
| 18                                                                | 10 | Pierre Gasly       | Toro Rosso-Honda      | 53     | +2 voltes        | 11          |       |
| 19                                                                | 88 | Robert Kubica      | Williams-Mercedes     | 53     | +2 voltes        | 19          |       |
| 20                                                                | 18 | Lance Stroll       | Racing Point-Mercedes | 45     | Fre              | 12          |       |
| Volta ràpida: Lewis Hamilton (Mercedes) – 1:39.283 (en el lap 53) |    |                    |                       |        |                  |             |       |
| Font:                                                             |    |                    |                       |        |                  |             |       |

Notes
- ^1 – Inclòs 1 punt extra per la volta ràpida.

## Classificació final després de la cursa.
| Pos. | Pilot            | Punts | Canvis |
| ---- | ---------------- | ----- | ------ |
| 1    | Lewis Hamilton   | 413   | =      |
| 2    | Valtteri Bottas  | 326   | =      |
| 3    | Max Verstappen   | 278   | =      |
| 4    | Charles Leclerc  | 264   | =      |
| 5    | Sebastian Vettel | 240   | =      |

| Pos. | Constructor     | Punts | Canvis |
| ---- | --------------- | ----- | ------ |
| 1    | Mercedes        | 739   | =      |
| 2    | Ferrari         | 504   | =      |
| 3    | Red Bull-Honda  | 417   | =      |
| 4    | McLaren-Renault | 145   | =      |
| 5    | Renault         | 91    | =      |